# Colonia Nicolich
Colonia Nicolich ist ein Ort in Uruguay im Departamento Canelones. Er wird durch das Municipio de Nicolich verwaltet.

## Geographie
Colonia Nicolich liegt 23 km nordöstlich der Landeshauptstadt Montevideo und 10 km nordwestlich der Küste des Río de la Plata. In der Nähe befindet sich der südlich angrenzende internationale Flughafen von Montevideo im identisch benannten Ort Aeropuerto Internacional de Carrasco. Nach Nordwesten bildet der Arroyo de Carrasco die Grenze zum sich anschließenden Gebiet des Departamento Montevideo.

## Geschichte
Seit Mitte des 20. Jahrhunderts gibt es hier eine bedeutende Mennonitensiedlung.

## Infrastruktur

### Bildung
Colonia Nicolich verfügt mit dem 1992 gegründeten Liceo de Colonia Nicolich über eine weiterführende Schule (Liceo).

### Freizeit
Zentral gelegen befindet sich in Colonia Nicolich der Parque Martinelli.

### Verkehr
Durch Colonia Nicolich führen die Ruta 101 und die Ruta 102 die im Ostteil des Ortes aufeinander treffen.

## Einwohner
Der Ort hat 11.532 Einwohner (Stand: 2023).
| Jahr | Einwohner |
| ---- | --------- |
| 1963 | 2.669     |
| 1975 | 4.500     |
| 1985 | 5.527     |
| 1996 | 7.223     |
| 2004 | 8.811     |
| 2011 | 9.624     |
| 2023 | 11.532    |

Quelle: